# Никулино (Калужская область)
Нику́лино — деревня в Износковском районе Калужской области Российской Федерации.
Входит в состав сельского поселения «Село Шанский Завод».

## Физико-географическое положение
Расположено в живописном месте Смоленско-Московской возвышенности, на правом берегу реки Шаня, в ~ 77-ми километрах от областного центра — города Калуги, и в ~ 25 км от районного центра — села Износки.
Ближайшие населённые пункты: посёлок Смелый (~ 1,36 км), село Шанский Завод (~ 2,08 км), деревня Становое (~ 2,11 км), деревня Косицкое (~ 2,44 км), деревня Гиреево (~ 2,60 км), деревня Грибово (~ 3,96 км), деревня Заворыкино (4,50 км), деревня Гусево (4,60 км).

## Этимология
Название деревни происходит от просторечной формы календарного имени Николай — Никула (Микула).

## Население
Согласно переписи 2010 года,
| 2002 | 2010 |
| ---- | ---- |
| 25   | ↘23  |

## История
В XVII-XVIII веках деревне Никулино находится на территории Тупцовского стана Можайского уезда.

### XVII век
1626-1627 года: Деревня Микулино-Филипищево (Никулино) принадлежит вотчиннику Григорию Андреевичу Косицкому.  Косицкие были известным княжеским родом Верейского удела.
1635 год: Деревня Никулино отходит к можайскому дворянину Алексею Матвеевичу Скабееву, зятю Г.А. Косицкого. Род Скобеевых — один из дворянских родов Можайского уезда. Фамилия Скобеевых происходит от  новгородского помещика Неугаса Скобеева (1594 год).
1677 год: Деревня Никулино переходит от брата Алексея Матвевича, Ильи Матвеевича, к его сыну Владимиру Ильичу Скобееву
1685 год: Деревня Никулино облагается церковной данью от вновь построенной церкви в селе Гиреево.
1689 год: Никулино достаётся по наследству Борису Владимировичу Скобееву

### XVIII век
1715 год: Можайский уезд отходит к Московской губернии.
1724 год: Делиль составил карту окрестностей городов Можайска. На ней Никулино (Микулино) помещено по левую сторону реки Шаня и находится в месте её слияния с рекой Лубянкой, где на самом деле находится Гиреево.
1754-1778 годы: Савостьян Борисович Скобеев, фурьер лейб-гвардии Преображенского полка владел Никулиным до 1778 года, после чего Никулино и соседние деревни Образцово(ныне не существует), Косицкое принадлежат Хитрово и Гончаровым.

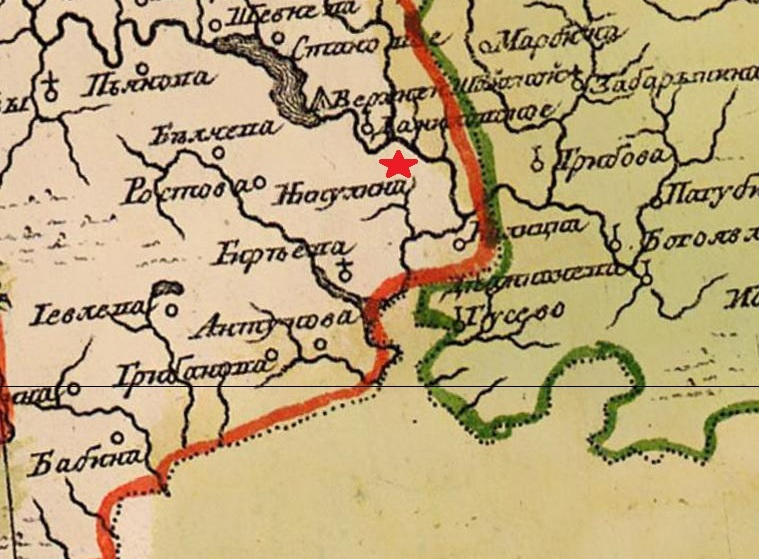
На карте Горихвостова (1774)

1774 год: Никулино отмечено на карте Московской Провинции Горихвостова.
В  1778 году жена лейб-гвардии подпоручика Петра Фадеевича Хитрово(1730-1801) Кристина Афанасьевна Хитрово(Гончарова)  приобретает у гвардии капитана-поручика Савостьяна Борисовича Скобеева сельцо Даниловское, сельцо Сецевицино (Косицкое тож), деревню Микулино, сельцо Обрасцово.
1784 год: Никулино принадлежит Афанасию Абрамовичу Гончарову, отцу Кристины Афанасьевны.  Калужский посадский человек Афанасий Абрамович Гончаров (1693—1788), промышленник и основатель полотняных и парусных фабрик в Калужском наместничестве, а позднее губернии. По утверждению исследователя Г. В. Ровенского, в 1742 году Императрица Елизавета I пожаловала Афанасию Гончарову чин коллежского асессора, потомственное дворянство и право покупки вотчины с крепостными.
1785 год: Никулино отходит к сыну Афанасия Абрамовича, Николаю Афанасьевичу Гончарову.
1785  – 1832 г.г. Никулино принадлежит деду Натальи Николаевны Гончаровой — Афанасию Николаевичу Гончарову.
1792 год: В атласе Калужского наместничества Никулино именуется «Микулино» .
1796 год: Никулино отнесено в состав Медынского уезда (подробнее…) новообразованной Калужской губернии.

### XIX век
1801 год:  Помещик, отставной гвардейский прапорщик Дмитрий Хитрово в начале августа 1801 года при помощи наёмных лиц совершил убийство своего родного брата Петра Фаддевича Хитрово. Сосед-помещик Дмитрия, Александр Барышников помог ему подкупить священников, доктора, земского исправника, городничего Батурина, губернского секретаря Гужова и  калужского губернатора Лопухина, чтобы то убийство они замолчали и потом его оправдали на суде. Лопухин получил взятку в 37 000  ломбардными билетами за покровительство на суде.
После этого Хитрово освободили из-под стражи, наказаны были исполнители преступления — дворовые люди Хитрово, по приказу которого они убили его брата, ехавшего в гости в соседнее имение. Причём наказаны они были жестоко — им были назначены 400 ударов кнутом и ссылка в город Нерчинск, по дороге двое умерли, а двое были еле живы. Затем Лопухин и Батурин стали требовать с Хитрово выдать им вместо ломбардных билетов векселя на сумму 80 000 руб, а губернатор также требовал ликвидировать его вексель к Хитрово на сумму в 5600 руб.
1802 год:  одним из дел, которые рассматривал, приехавший в Калугу для проверки деятельности губернатора Лопухина,  сенатор Г. Р. Державин, касалось Медынского уезда: преступное поведение губернатора Лопухина в деле об убийстве помещика Петра Фадеевича Хитрово из деревни Никулино Медынского уезда.
24.09.1812 года(старый стиль)  Жители сельца Микулина, вотчины Хитрово, сообщили, что  французы разграбили и сожгли деревню Образцово.
31.10.1812(новый стиль) Во времена Отечественной войны 1812 года, полки М. И. Кутузова, настигая Наполеона,  проходили через Никулино, выступив от Кременского к Вязьме.Под командованием генерал-лейтенанта князя Голицына чрез деревню Никулино шла колонна войск, ведомая подпоручиком Кноррингом.
1834 год: Великий русский поэт, Александр Сергеевич Пушкин, решает купить имение Даниловское, Никулино и другие деревни у брата своей жены, Натальи Николаевны Гончаровой. После смерти деда Натальи Николаевны, её брат, Дмитрий Николаевич, соглашается продать Никулино, так как у семейства значились немалые долги. Предполагается, что Пушкин ездил смотреть приобретаемое селение, но точных данных об этом на сегодняшний день нет. В расходной книге гончаровского дома зафиксирована покупка гербовой бумаги для оформления доверенности на покупку деревни, выданной на имя чиновника 14-го клaссa Сергею Гавриловича Квaсникова, управляющему имением Натальи Ивановны Гончаровой — тёщи поэта . 8 октября 1834 года Пушкин писал Квасникову:

Известился я из Московских ведомостей, что имение покойного нaдворного советникa Афонaсия Николaевичa Гончaровa, состоящее Кaлужской губернии Медынского уездa в деревнях Никулине-Абрaсцове и Сычевицыной, около 80 душ, продaется за неплaтеж долгa Кaлужскому прикaзу общественного призрения…
Желая приобрести Никулино как собственное имение, Пушкин рассчитывал на деньги от продажи «Истории Пугачева». Продажа книги шла медленно и плохо, но покупка Никулина Пушкиным не состоялась по другой причине: деревня была снята с торгов как «составная часть майората Полотняного Завода, не подлежащего разделам».
1842 год: Наталья Николаевна Пушкина(урождённая Гончарова) владеет Никулиным.
1848 год: Продать Никулино стало возможным лишь в 1848 году — оно досталось одному из кредиторов Гончаровых — подпоручику Павлу Васильевичу Ртищеву.
1861 год — сельцо Даниловское и деревни принадлежат Павлу Васильевичу Ртищеву.
1862-63 г.г: Сельцо Никулино и Гончаровка переходит к дочери Ртищева А. Павловне Пусторослевой и до 1917 года  им владеют её наследники.
1871-1873 г.г. Сын П.В. Ртищева, Ртищев А. Павлович владеет деревеней Образцова, входящей в имение Никулино.

### XX век

#### Советская власть
После установления в губернии и уезде советской власти, в середине ноября 1918 года жители села, как и многие крестьяне Медынского уезда примыкают к стихийному восстанию, которое было спровоцировано изъятием продовольствия и мобилизацией в Рабоче-Крестьянскую Красную Армию. Вскоре крестьянский мятеж был жестоко подавлен Красными отрядами и ВЧК, многие его активные участники были убиты или оказались в заключении.
1924 год: По декрету ВЦИК «Об административном делении Калужской губернии»  Никулино входит в состав новообразованной Шанско-заводской волости.
1927-1929 г.г.: Шанско-заводская волость и Никулино входит в Мятлевский уезд.
1929 год: Постановлением ВЦИК Никулино относится к Износковскому району Вяземского округа Западной области.

#### Великая Отечественная война
Износковский район был оккупирован гитлеровцами в середине октября 1941 года. Жители села активно участвовали в сооружении Можайского и Калужского укрепрайонов, вступали в ряды партизанских отрядов и оказывали содействие подпольщикам. Вышедший из окружения красноармеец Фалипиев и местный учитель А. В. Трифонов организуют в деревне партизанский отряд «для проведения диверсий и пропаганды среди населения».
14 января 1942 года в 20.00 бойцы 194-й стрелковой дивизии 43-й армии генерала К. Д. Голубева освободили Никулино, Бизяево и высоту 218,2.
25 января 1942 года в Никулино располагался штаб 93-й стрелковой дивизии
25 июня-05 августа 1942 года в Никулино находился штаб 160-й стрелковой дивизии.
14 марта 1943 года в ходе наступления, в рамках Ржевско-Вяземской наступательной операции, в бою у деревни Никулино погиб красноармеец Галхутдинов Хасан Галхутдинович из 396-го стрелкового полка 135 сд. Захоронен в братской могиле села Шанский завод.
В 1944 году деревня Никулино входит в состав Медынского района вновь образованной Калужской области. С 1985 года — в составе Износковского района.

#### Послевоенное время
С 28 декабря 2004 года Никулино в составе Сельского поселения «Село Шанский Завод».

## Память
| Участники финской (1940) и Великой Отечественной войны, призванные из д. Никулино | Участники финской (1940) и Великой Отечественной войны, призванные из д. Никулино | Участники финской (1940) и Великой Отечественной войны, призванные из д. Никулино | Участники финской (1940) и Великой Отечественной войны, призванные из д. Никулино | Участники финской (1940) и Великой Отечественной войны, призванные из д. Никулино | Участники финской (1940) и Великой Отечественной войны, призванные из д. Никулино                                                                   | Участники финской (1940) и Великой Отечественной войны, призванные из д. Никулино            | Участники финской (1940) и Великой Отечественной войны, призванные из д. Никулино                                                              | Участники финской (1940) и Великой Отечественной войны, призванные из д. Никулино |
|                                                                                   | Ф. И.О                                                                            | Год рождения                                                                      | Дата призыва                                                                      | Звание                                                                            | Должность, часть | Награды                                                                                      | Примечания |                                                                                   |
| --------------------------------------------------------------------------------- | --------------------------------------------------------------------------------- | --------------------------------------------------------------------------------- | --------------------------------------------------------------------------------- | --------------------------------------------------------------------------------- | --- | -------------------------------------------------------------------------------------------- | --- | --------------------------------------------------------------------------------- |
| 1                                                                                 | Алимов Петр Яковлевич                                                             | 1910                                                                              | 05.1941                                                                           | Лейтенант                                                                         | командир взвода 1-й батареи 1271 ЗЕНАП 49 ЗЕНАД 2-й дивизии РГК (33А)                                                                               | Орден Красной Звезды                                                                         | |                                                                                   |
| 2                                                                                 | Барейша Федор Григорьевич                                                         | 1924                                                                              | 03.1943                                                                           | Ефрейтор                                                                          | топограф батареи топографической разведки 142 АПАРБ 33 А                                                                                            | Медаль «За отвагу» (СССР) · Медаль «За отвагу» (СССР) · Орден Отечественной войны II степени | |                                                                                   |
| 3                                                                                 | Барейша Иван Григорьевич                                                          | 1921                                                                              | 22.12.1940                                                                        | Красноармеец                                                                      | Сапёр, пропал без вести в декабре 1941-года |                                                                                              | |                                                                                   |
|                                                                                   | Иванов Иван Моисеевич                                                             | 1912                                                                              |                                                                                   | Красноармеец                                                                      | Погиб 18.02. 1940 в финскую войну |                                                                                              | |                                                                                   |
| 4                                                                                 | Константинов Сергей Константинович                                                | 1893                                                                              |                                                                                   | Красноармеец                                                                      | 88 погран. полк НКВД, арестован не позднее 14.09.1942                                                                                               |                                                                                              | |                                                                                   |
|                                                                                   | Манин Иван Тихонович                                                              | 1909                                                                              | 08.07.1941 Износковский РВК, Калужская обл.                                       | Красноармеец                                                                      | водитель танка, пропал без вести в мае 1942 года |                                                                                              | Тело обнаружено в мае 1994 г. в Новгородской обл., Чудовский р н, д. Лезно. Захоронен: 08.05.1994, Новгородская обл., Чудовский р-н, д. Лезно. |                                                                                   |
| 5                                                                                 | Першин Макар Иванович                                                             | 1923                                                                              | 04.07.1941                                                                        | Лейтенант                                                                         | командир взвода управления батареи 497 АП 269 СД 3А                                                                                                 | Орден Отечественной войны II степени                                                         | |                                                                                   |
| 6                                                                                 | Першин Степан Григорьевич                                                         | 1892                                                                              |                                                                                   | Красноармеец                                                                      | 20 СП Бауманская див, попал в окружение освобожден в 1942-м                                                                                         |                                                                                              | |                                                                                   |
| 7                                                                                 | Спиридонов Петр Иванович                                                          | 1924                                                                              | 25.01.1942                                                                        | Красноармеец                                                                      | санитар, 183 АЗСП, 33 А | Медаль «За боевые заслуги»                                                                   | |                                                                                   |
| 8                                                                                 | Спиридонов Павел Иванович                                                         | 1917                                                                              |                                                                                   |                                                                                   | | Орден Отечественной войны II степени                                                         | |                                                                                   |
| 9                                                                                 | Филиппов Сергей Георгиевич                                                        | 1924                                                                              | 03.1942                                                                           | Ефрейтор                                                                          | вычислитель батареи топографической разведки 142 АПАРБ 33 А                                                                                         | Медаль «За отвагу» (СССР)                                                                    | |                                                                                   |
| 10                                                                                | Филиппов Евсей Филиппович                                                         | 1896                                                                              |                                                                                   | Красноармеец                                                                      | Штаб 24-й сапёрной бригады 8-й сапёрной армии. Убит 15.05.1942 года от взрыва мины. Похоронен Московская обл., Волоколамский р-н, д. Маслово        |                                                                                              | |                                                                                   |
| 11                                                                                | Федулов Михей Павлович                                                            | 1903                                                                              |                                                                                   | Красноармеец                                                                      | 292 СД 1007 СП Пропал без вести 29.08.1941 в Ленинградской области, Киришский район, ст. Кириши                                                     |                                                                                              | |                                                                                   |
| 12                                                                                | Шуберский Федор Семенович                                                         | 1905                                                                              |                                                                                   | Красноармеец                                                                      | 1009 СП, пропал без вести 09.1941, по другим данным пленён 20.10.1941 года, погиб в плену в шталаге II H (302) 03.04.1942 го, похоронен в Альтварпе |                                                                                              | |                                                                                   |
| 13                                                                                | Шуберский Георгий Семёнович                                                       | 1925                                                                              |                                                                                   | красноармеец                                                                      | 52 мотострелк. бр., убит 24.10.1943, место захоронения Украинская ССР, Днепропетровская обл., Криворожский р-н, г. Кривой Рог                       |                                                                                              | |                                                                                   |

— Сокращения в таблице: А — армия, АЗСП — армейский запасный стрелковый полк, АП — артиллерийский полк, СД — стрелковая дивизия, ЗЕНАП — зенитный артиллерийский полк, ЗЕНАД — зенитная артиллерийская дивизия, РГК — резерв Верховного Главнокомандования, АПАРБ — армейская пушечная артиллерийская бригада, ВПС — военно-почтовая станция, гв. — гвардейская, АВД — авиационная дивизия.

## Транспорт
От ближайшего села Шанский завод, два раза в день ходит автобус до города Медынь и раз в неделю до села Износки. Ближайшая автомобильная дорога общего пользования межмуниципального значения — 29 ОП МЗ 29Н-191 «Шанский Завод — Гиреево».
| Никулино и окрестности |

## Статьи и публикации
- Летопись Калуги Имперской. Информационно-развлекательный портал «Компас Калуга». Дата обращения: 24 июня 2016. Архивировано из оригинала 16 мая 2017 года.
- Татьяна Романова. В районе Износок // Весть : газета. — 2012. — 31 мая.